# Győrújbarát
Győrújbarát község Győr-Moson-Sopron vármegyében, a Győri járásban.

## Fekvése
Magyarország északnyugati részén, Győrtől 8 kilométerre délre, a Sokorói-dombság és a Kisalföld találkozásánál, a dombvidék Ravazd-Csanaki vonulatának északi végén helyezkedik el. Közvetlenül szomszédos települések Győr-Ménfőcsanak és Nyúl, amelyekkel egybeépült településláncot alkot. Bár nem Győr közigazgatási része, a megyeszékhely közvetlen agglomerációs körzetéhez tartozik.

### Földrajza
Éghajlata nem sokban tér el a Kisalföldire jellemzőtől. A Sokorói-dombság mikroklímája kiválóan alkalmas szőlő- és gyümölcstermesztésre. Az erdő közelsége egyúttal a vadállomány gyakori belterületi „látogatását” is jelenti. Madárvilág nagy fajgazdaságban képviselteti magát. Itt található a Dunántúl egyik legjelentősebb, védelem alá helyezett gyurgyalagtelepe, amit a fészkekkel szemben lakó emberek sajnos gyakran megrongálnak. Közeli hangulatos kirándulóhelyek a Lila-hegy (300 m), a Francia-kő (234 m), a Rákóczy-kő (183 m), a Várkő (278 m). A környék vonzerejét csak növeli, hogy minden irányba kedvező kilátást biztosít a győri medencére.

### Megközelítése
A település közigazgatási területén áthalad az M1-es autópálya, amely felől két irányból is könnyen megközelíthető Győrújbarát, akár Budapest, akár Hegyeshalom irányából: a Győr-Szabadhegy csomóponttól a 82-es főúton, majd az arról leágazó 83 133-as számú mellékúton, vagy pedig a Győr-Ménfőcsanak csomóponttól, az úgynevezett Malomi elágazástól, a 8311-es úton. Utóbbi egyben a település főutcája is, illetve ezen érhető el Győrújbarát a 82-es főút felől déli irányból, arról Nyúl község belterületén letérve. További megközelítési lehetőségeket kínál a Marcalváros déli részétől induló 83 129-es út, mely Kisbarát és Baráthegy településrészeket is érinti, valamint a Ménfőcsanaktól Sokorópátka felé vezető 8309-es út is.
A megyeszékhelyről a sűrű autóbuszjáratok révén ugyancsak könnyű ide jutni, vasútvonal viszont nem érinti a községet.

## Története
Az első írásos emlékek (13. század) az ide tartozó falvak és hegyek együttesét Barath néven említik. Győrújbarát négy, korábban különálló településből tevődött össze. Ezek története kisebb-nagyobb eltérésekkel  hasonlónak mondható. Egyaránt osztoztak a Sokorói-dombvidékre jellemző településtörténeti hagyományokban: úgy mint a dombok tövében, részint síkabb területen kialakult falui rész, továbbá a hegyi, mindenekelőtt szőlőhegyi rész kialakulásában. A mai Győrújbarátra duplán érvényes ez azért is, mivel a dombság középső, egyben leghosszabb vonulatának mindkét völgyére (a pannonhalmira és a tényőire) egyaránt érvényes kiterjedése van.
Településrészei: Kisbarátfalu, Kisbaráthegy, Nagybarátfalu, Kedves Nagybaráthegy.
1969. július 1-jével Kisbarát és Nagybarát községeket Győrújbarát néven egyesítették. A falu 1984. január 1-jétől Győr megyei város körzetéhez került. 1990. szeptember 30. óta Győr-Moson-Sopron megyei település, egyben önálló önkormányzatot alakított.
A község ősidők óta lakott hely volt, amit a Kisbarát határában talált Hallstatt-korabeli tokos véső és az újkőkorszakból származó szintén itt talált kézi eszközök tanúsítanak. Későbbi korok bizonyítékait a Győrt elkerülő autópálya építését megelőző régészeti feltárások során találták meg. A kutatott területen avar kori sírok, római kori emlékek kerültek elő, ami bizonyítja, hogy e korokban is lakott volt a környék. A településről írásos emlékeket az 1200-as évekből találunk. 1200-ban mint a győri káptalan birtokát említik Barath alakban. Nem sokkal később Baratsukorouként is előfordul. 1261-ig a későbbi Barátfalukat és hegyeket Barathnak nevezték, ekkor a földek elkülönítése révén keletkezett Kis- és Nagybarátfalu.
Nagybarát 1387-ben a gesztesi vár tartozéka és Zsigmond királytól Kanizsay István kapta meg. Az adományt Mária magyar királynő megerősítette azzal, hogy a falu másik részét a győri káptalan birtokának nyilvánította. 1399-ben a Kanizsayak itteni birtokrészüket cserebirtokként a csornai prépostságnak adták. 1440-ben Nagybarát I. Ulászló magyar királytól vásártartási engedélyt kapott. 1510-ben a Chege család kapott itt királyi adományt és felvette a Nagybaráthy előnevet. 1549-ben a törökök  Nagybarátot is  feldúlták. Az 1619-es összeírásban a szentmártoni apátság is birtokosként szerepelt. 1621-től a székesfehérvári és szekszárdi bégek is urai voltak. Az 1698-as Canonica visitatio tárva-nyitva lévő lepusztult templomot talált, amelynek csak falai álltak, de azok is cserjékkel voltak benőve. Temetője nem volt körülkerítve, kerítését a törökök a hadjárat során lerombolták. Sem plébániaépület, sem iskola ekkor nem volt. 1748-ban a nyúli anyaegyházhoz tartozó filiaként említik, jó állapotban lévő templomával, amelyet Keresztelő Szent János tiszteletére építettek. A 18. század folyamán szlovák telepesek jöttek a faluba.
Nagybaráthegy története azonos Nagybarátéval. Önállóságát az úrbéri egyezség megkötésekor, 1261-ben nyerte el.
Kisbarátfalu először 1261-ben szerepel különálló községként. Lakói a győri káptalan és Imre nádor udvarnokai voltak. Későbbi birtokosai többször változtak. 1331-ben a Baráthy család engedélyezett a hegyen szőlőültetést. 1364-ben Kisbarát felét Péchy János Héderváry Miklós fiának adta zálogba, majd 1367-ben Ruffy Tamás fiai adták Héderváry Miklósnak. További birtokosai voltak még Nádasdy Tamásné, a Viczayak, Léderer bankár, Lévay Henrik. A települést 1549-ben a törökök feldúlták. 1611-ben a falu a töröknek behódolt, 1619-ben puszta helyként szerepel. Ennek emlékét őrzi a Pusztafalu név, ami a falurész domb menti középső területe. Ekkoriban alakulhatott ki a hegyközség, ugyanis a lakosság a többszöri dúlások miatt a dombon lévő présházakba és pincékbe menekülhetett. A 18. század elején szlovákokat és németeket telepítettek ide. Az 1698-as canonica visitatio nem talált itt semmi említésre érdemeset, sem templomot, sem plébániaépületet. Gyors fejlődést követően, 1748-ban már anyaegyházként említik 1737-ben épült templommal, amelynek Csanakon és Ménfőn volt filiája.
A török uralom után sem köszöntött béke a falura. Megsínylette a kuruc-labanc háborút, a franciák támadását, az 1848–49-es forradalom és szabadságharc hadi eseményeit, az első és második világháborút.

## Címere
Kerek talpú, szimmetrikus tárcsapajzs, pajzstalpán leveles búzakalász, fölötte egymással szembenéző, kinyújtott nyelvű és karmú oroszlánok szőlőfürtöt, szőlőindát tartanak. A szőlőinda felett lebegő szőlőmetszőkés van. A pajzson sisaktakaróval díszített pántos sisak, háromlevelű koronájából kinövő oroszlán a mancsában búzakalászt tart.

## Közélete

### Polgármesterei
- 1990–1994: Fülöp Imre (független)[3]
- 1994–1998: Fülöp Imre (független)[4]
- 1998–2002: Juhászné Árpási Irma (független)[5]
- 2002–2006: Juhászné Árpási Irma (független)[6]
- 2006–2010: Juhászné Árpási Irma (független)[7]
- 2010–2014: Juhászné Árpási Irma (független)[8]
- 2014–2019: Szalóki Géza (független)[9]
- 2019–2024: Kóbor Attila (független)[10]
- 2024– : Kóbor Attila (független)[1]

## Népesség
A település népességének változása:
| Lakosok száma | 6048 | 6173 | 6401 | 8188 | 8054 | 8052 | 8174 |
|               | 2013 | 2014 | 2015 | 2021 | 2022 | 2023 | 2024 |

A 2011-es népszámlálás során a lakosok 90,4%-a magyarnak, 1,7% németnek mondta magát (9,2% nem nyilatkozott; a kettős identitások miatt a végösszeg nagyobb lehet 100%-nál). A vallási megoszlás a következő volt: római katolikus 52,5%, református 2,8%, evangélikus 7,1%, görögkatolikus 0,2%, felekezeten kívüli 11,2% (24,8% nem nyilatkozott).
2022-ben a lakosság 91,8%-a vallotta magát magyarnak, 1,4% németnek, 0,2% szlováknak, 0,1-0,1% lengyelnek, bolgárnak, cigánynak, ukránnak, horvátnak és románnak, 3,6% egyéb, nem hazai nemzetiségűnek (8% nem nyilatkozott; a kettős identitások miatt a végösszeg nagyobb lehet 100%-nál). Vallásuk szerint 38,9% volt római katolikus, 6% evangélikus, 4,6% református, 0,4% görög katolikus, 1,4% egyéb keresztény, 0,7% egyéb katolikus, 10,3% felekezeten kívüli (37,4% nem válaszolt).

## Látnivalók
- Kisbaráti római katolikus templom - az 1700-as évek első felében épült barokk stílusban. Templomkertjét temetkezési helynek is használják, ezzel egyedülálló ezen a vidéken.
- Nagybaráti római katolikus templom - mintegy 200 éves, főoltára és szószéke eredeti, mellékoltárai Győrből, a ferencesek templomából kerültek ide a rend feloszlatását követően.
- Evangélikus templom - 1786-1787-ben építették késő barokk stílusban, tornyát a 20. században emelték.
- Kisbaráti és nagybaráti világháborús emlékművek
- Tájház
- Harangláb
- A Francia-kő kilátó, tőle jobbra a turista elődök tiszteletére, 1997-ben állított kopjafa.
- Kossuth Lajos mellszobra
- II. Rákóczi Ferenc szobra a Faluház előtt
- A Csobolyó néptáncegyüttes rábaközi faragással díszített kapuja a Dr. Timaffy László Művelődési Otthon és Faluházzal szemben.
- Báró- domb és az átjátszó torony

## Szőlészet és borászat
Győrújbarát a Pannonhalmi borvidék Ravazd–csanaki vonulatának északi végén helyezkedik el. Éghajlata nem sokban tér el a Kisalföldre jellemzőtől, de a domboldalak mikroklímája kiválóan alkalmas szőlő és gyümölcstermesztésre. A község megélhetésének fő forrását mindig a szőlő- és gyümölcstermesztés jelentette. A falu dűlőinek homokos, helyenként agyagos-homokos talaja kiváló feltételeket teremtett a szőlőtelepítéshez. Helyben működő borászatok:
- Ács György Pincészete
- Babarczi Szőlőbirtok
- Deé Családi Pincészet
- Pincekultúra

## A település díszpolgárai
- Fülöp Imre polgármester, 1997
- Prof. dr. Fehér János orvosprofesszor, 2003
- Németh Endre író, újságíró, 2004
- Szalóki Géza vállalkozó, néptáncos, koreográfus, 2006
- F. Csapó Irén festőművész, 2007
- Id. Kiss Antal, 2008
- Ventúra Sándorné, 2009
- Takács Géza (posztumusz), 2009
- Wennesz László, 2010
- Horváth Endre Csaba, 2012
- Riegler Antalné, 2013
- Prof. dr. Gardó Sándor (posztumusz), 2013
- Juhászné Árpási Irma polgármester, 2014
- Török József, 2018

## Testvértelepülések
- Neulingen
- Thorigné-Fouillard
- Rubiera (Reggio Emilia), 2005 óta
- Nemesócsa

## Képtár

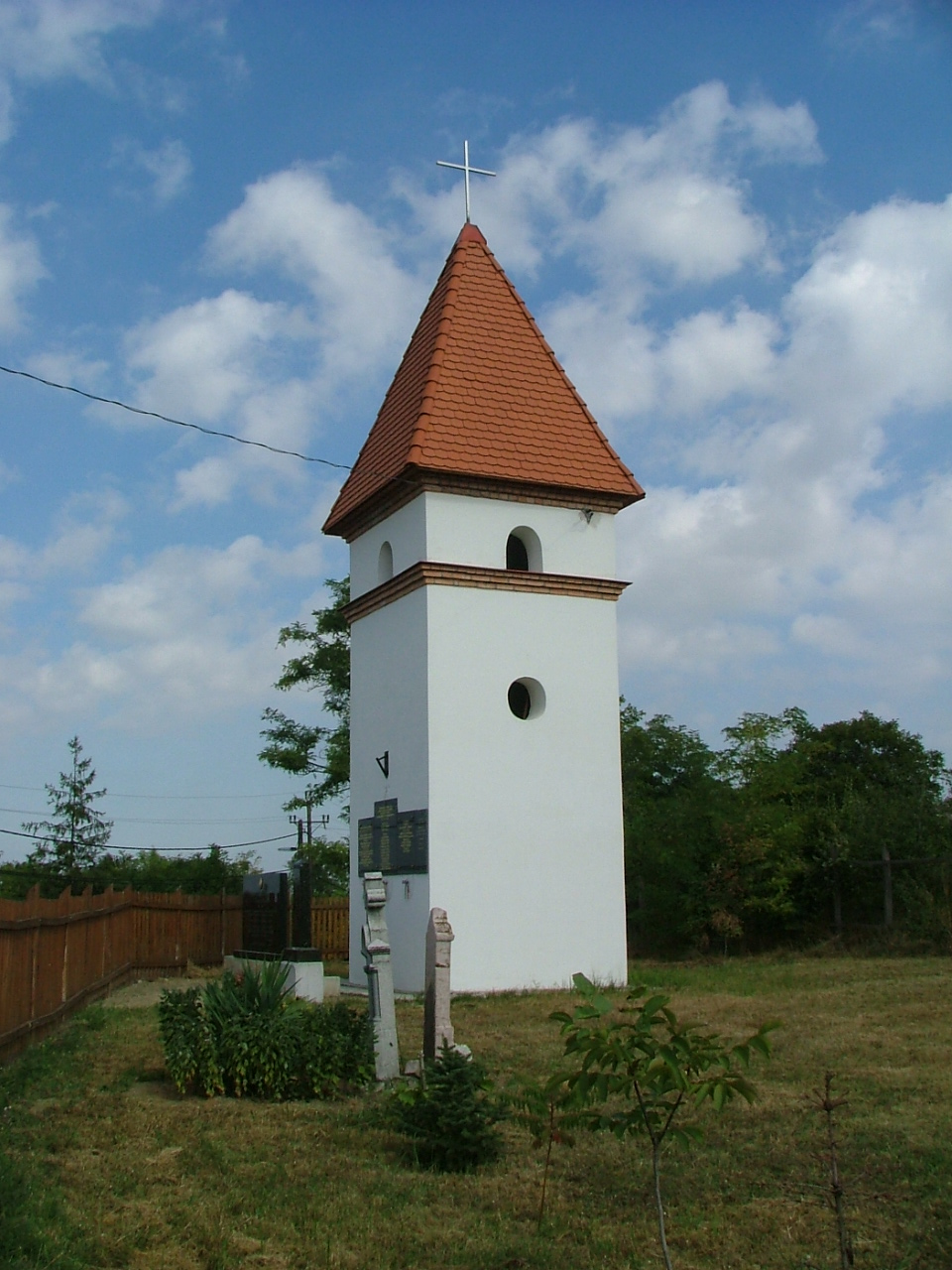
Felújított harangláb
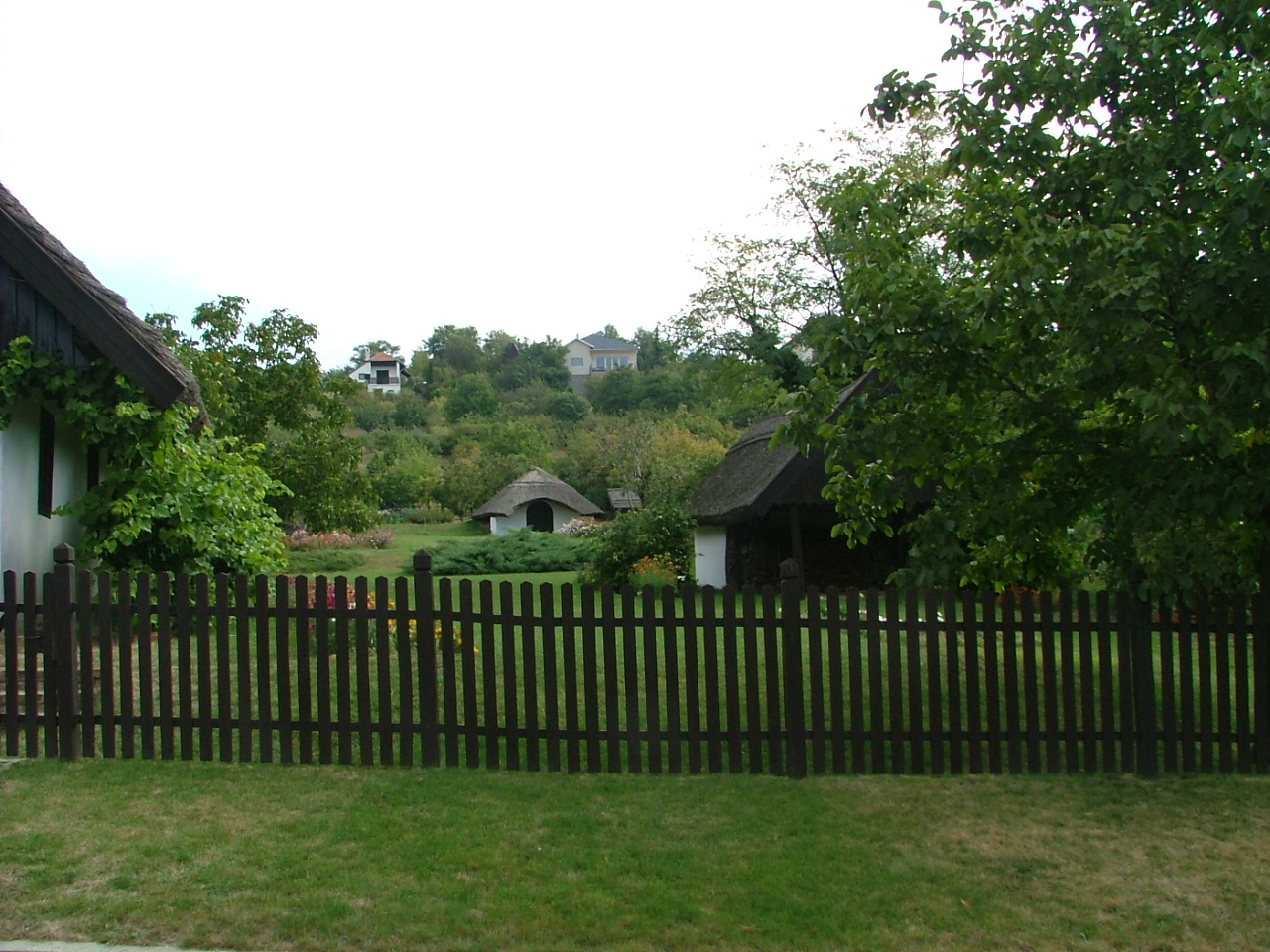
Műemlék népi gazdasági épületek
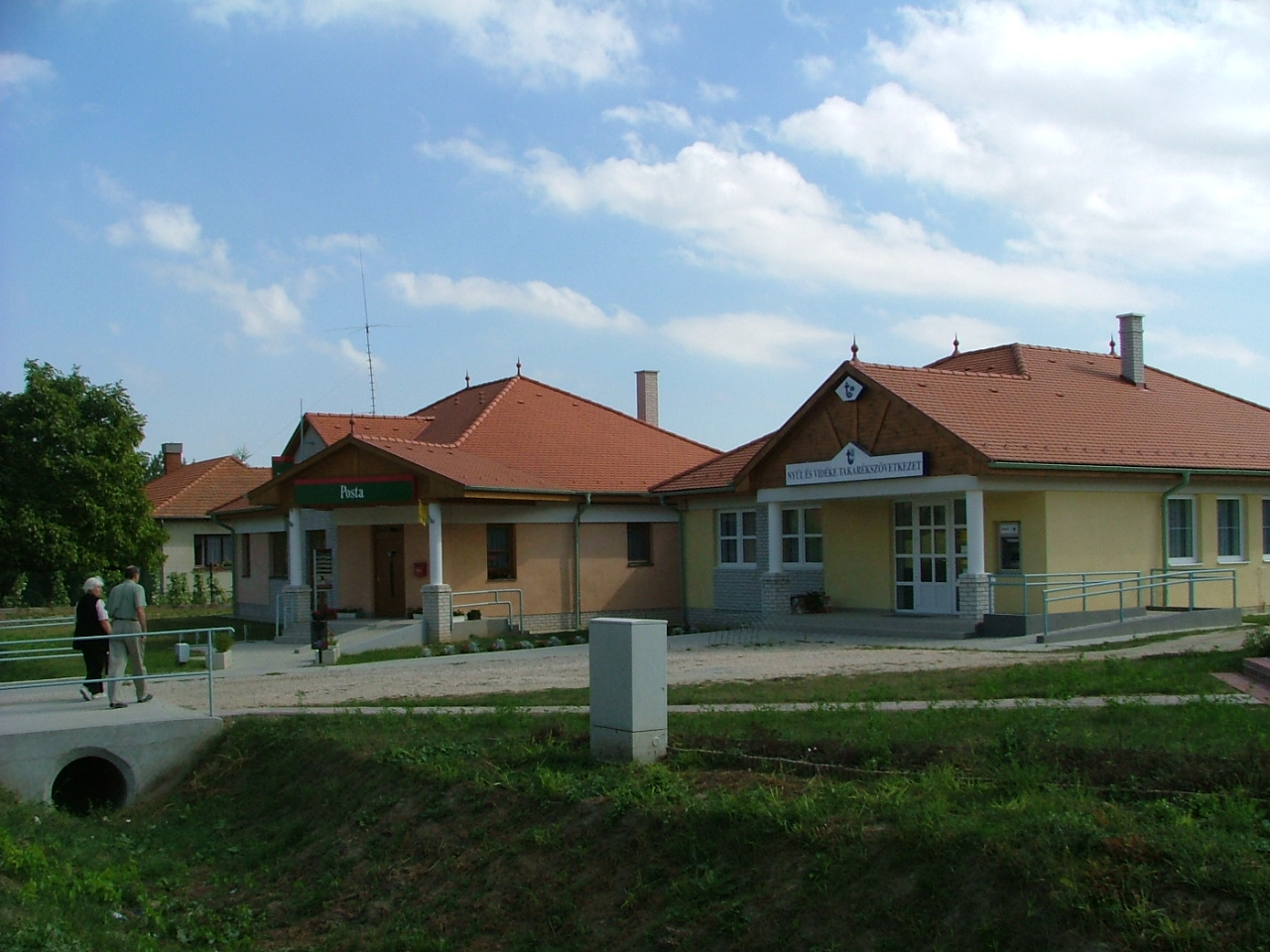
A posta és a takarékszövetkezet
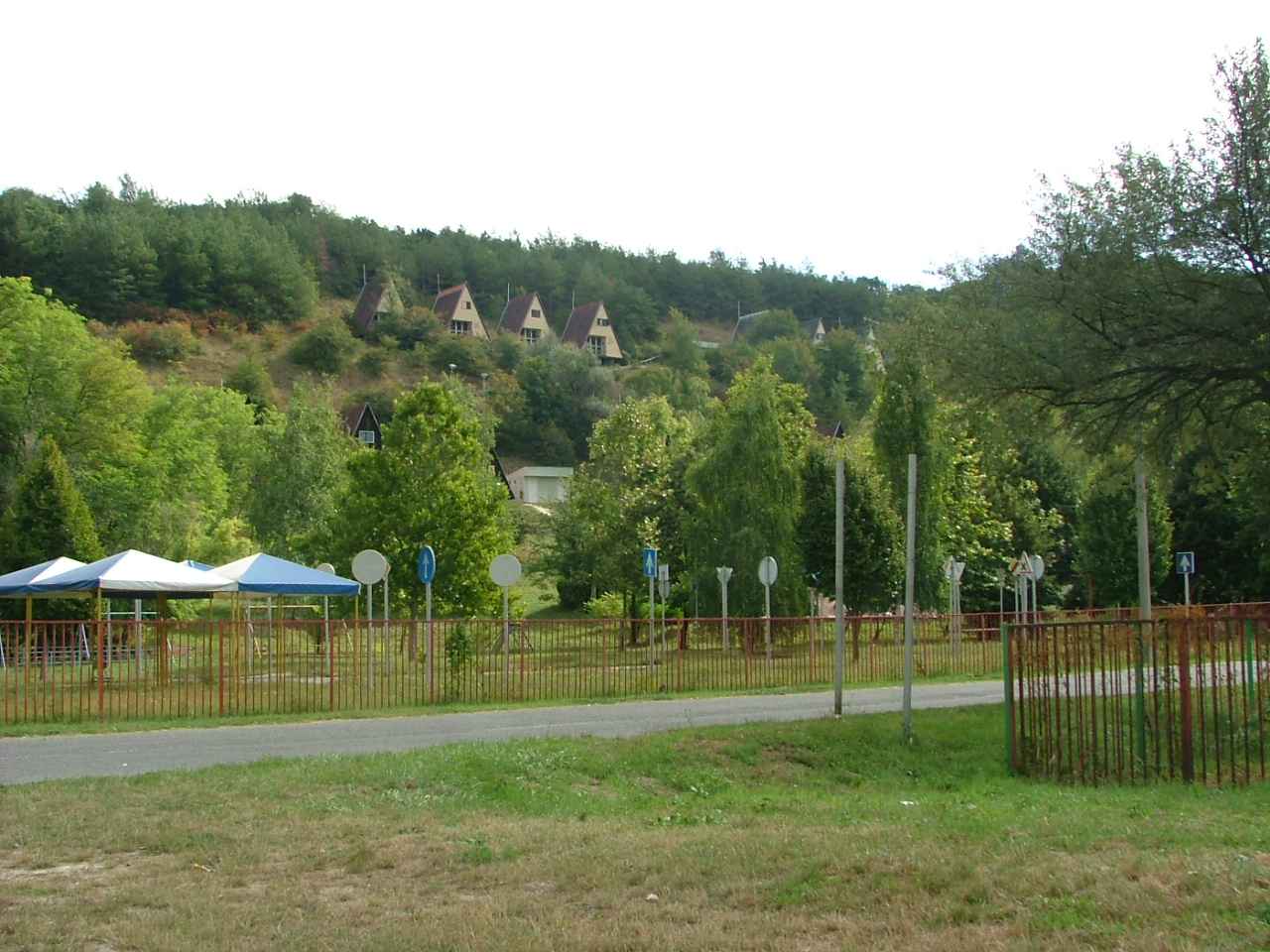
Az ifjúsági tábor
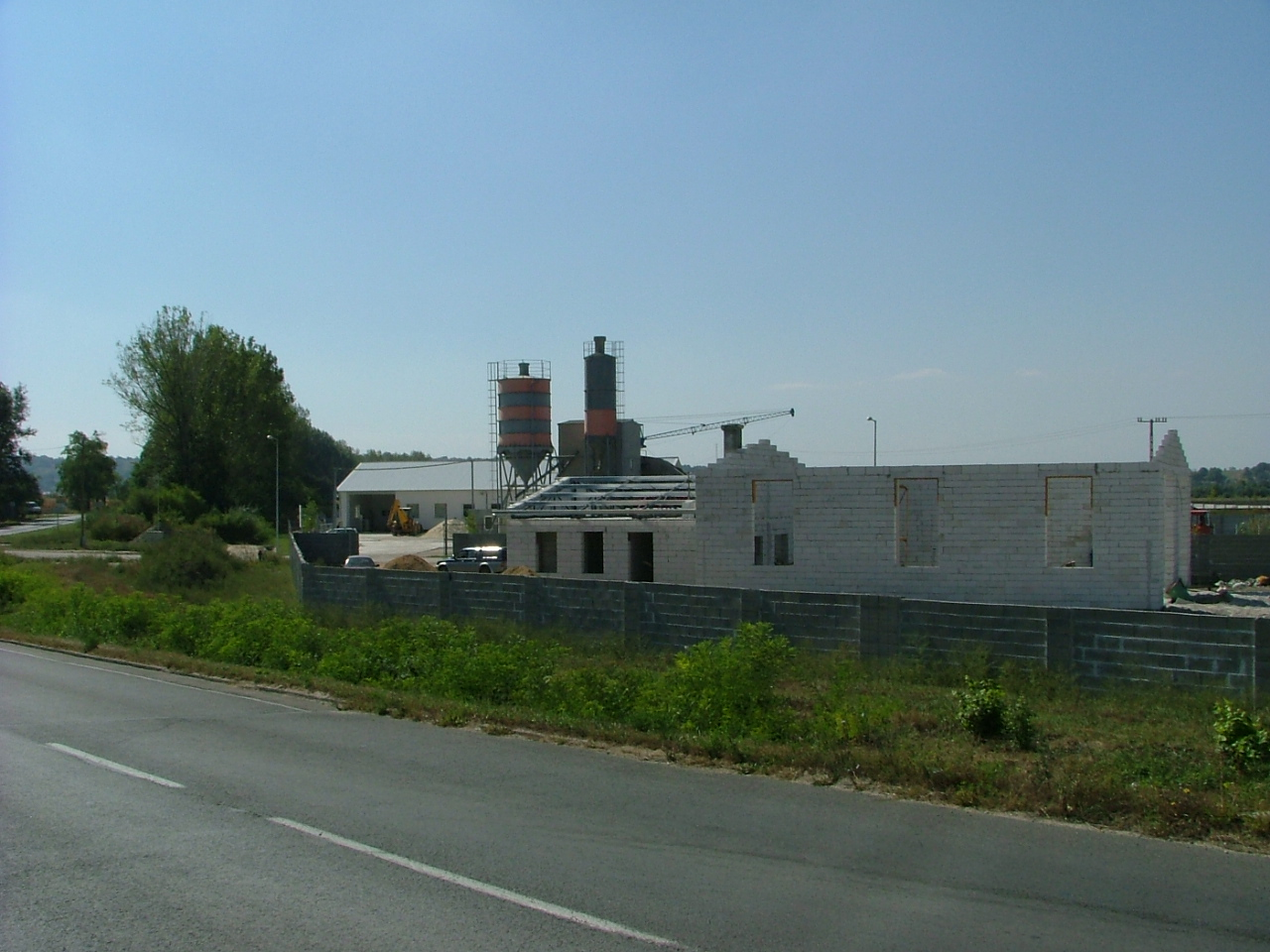
Térkőüzem
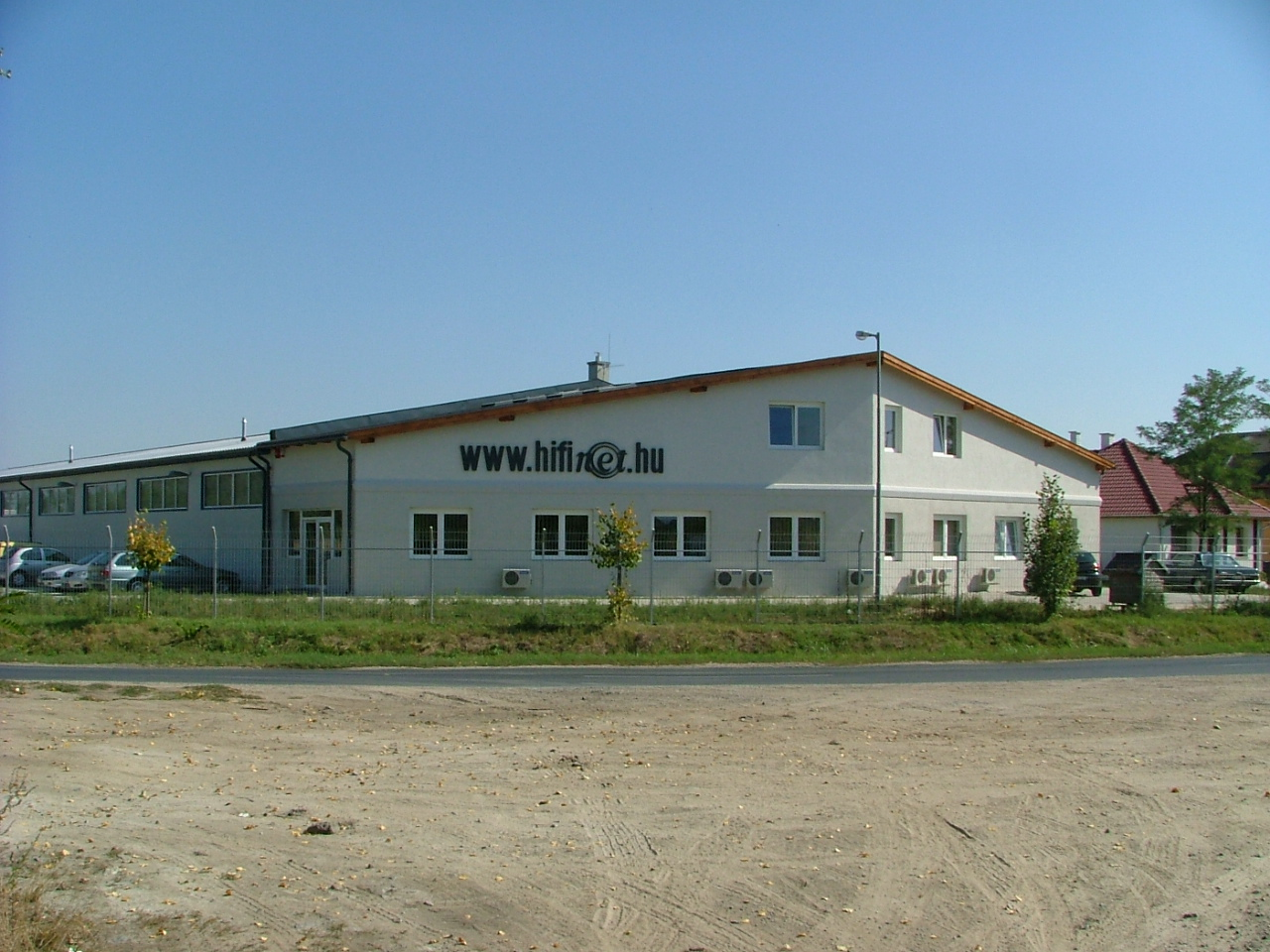
Egy kereskedelmi vállalkozás raktárbázisa
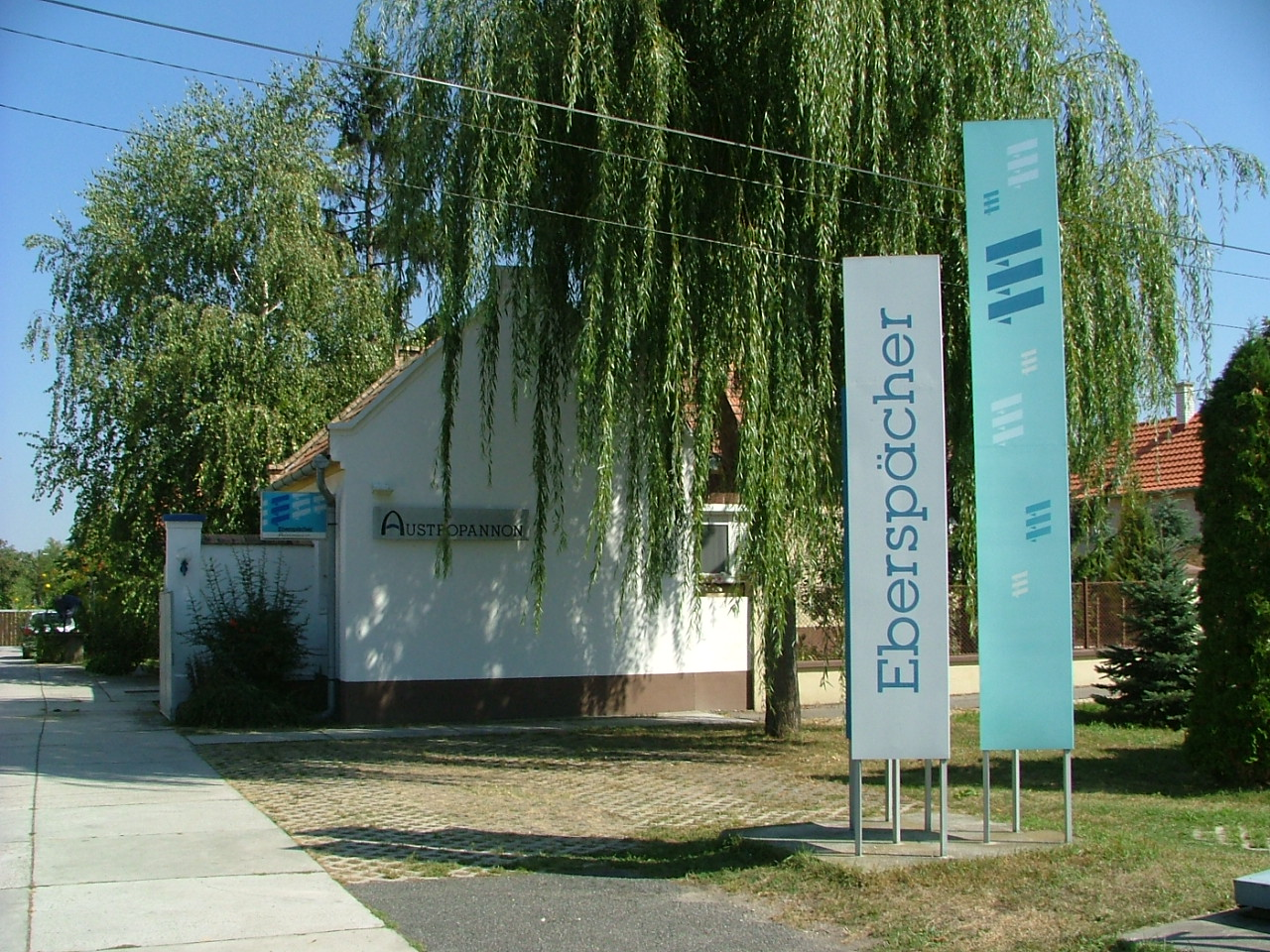
Egy kisvállalkozás portálja
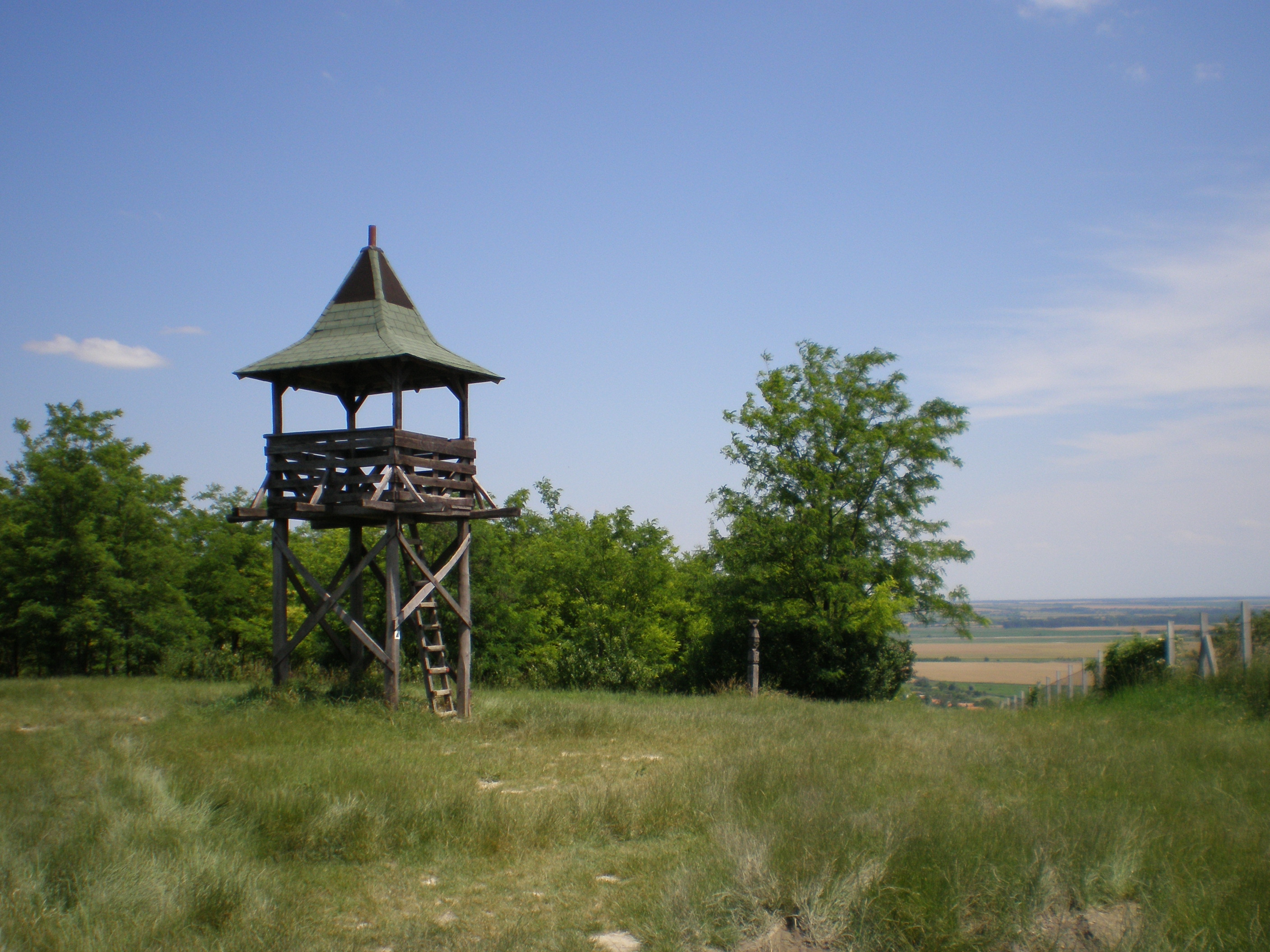
A Francia-kő kilátó, tőle jobbra a turista elődök tiszteletére, 1997-ben állított kopjafa
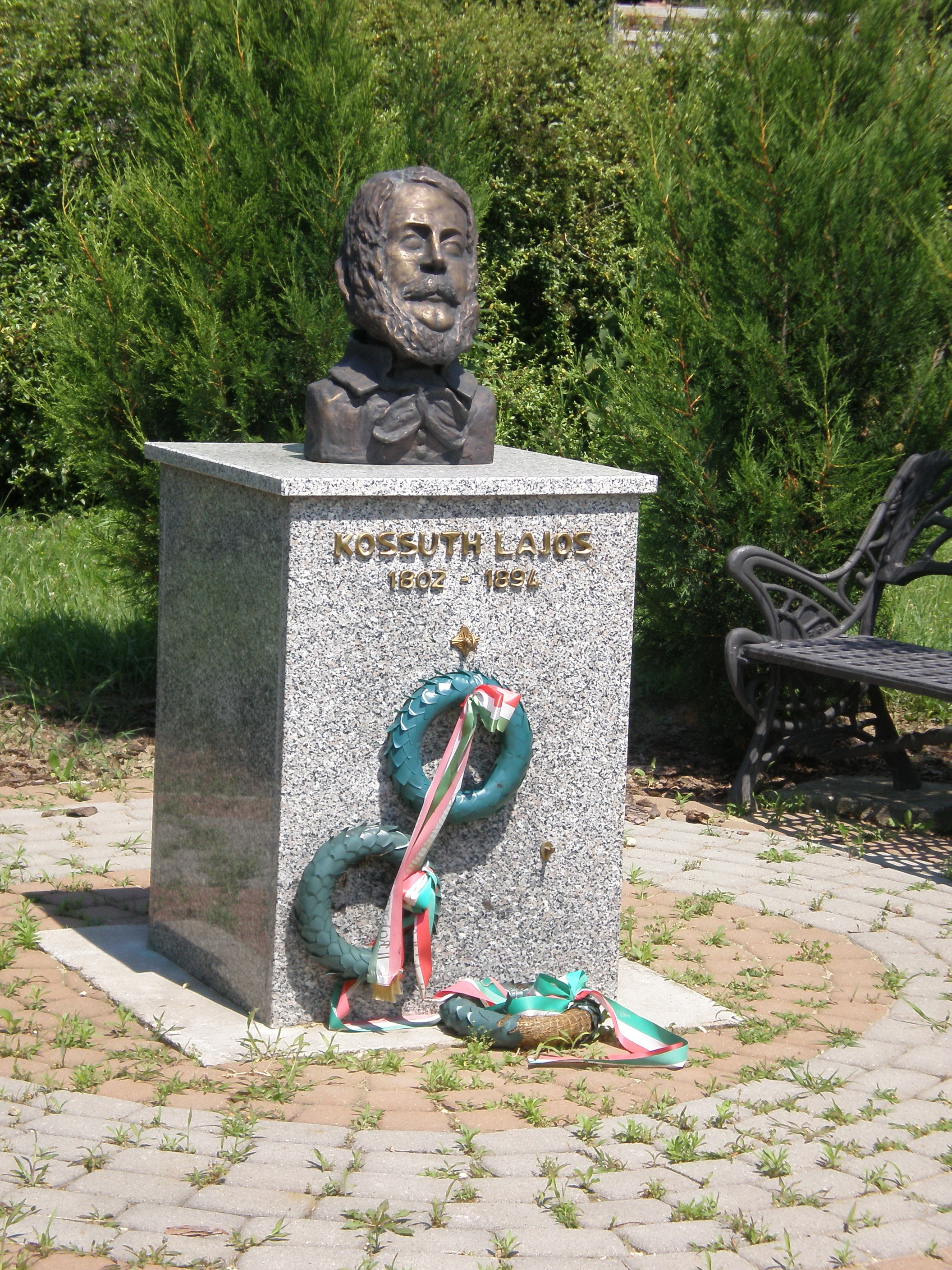
Kossuth Lajos mellszobra
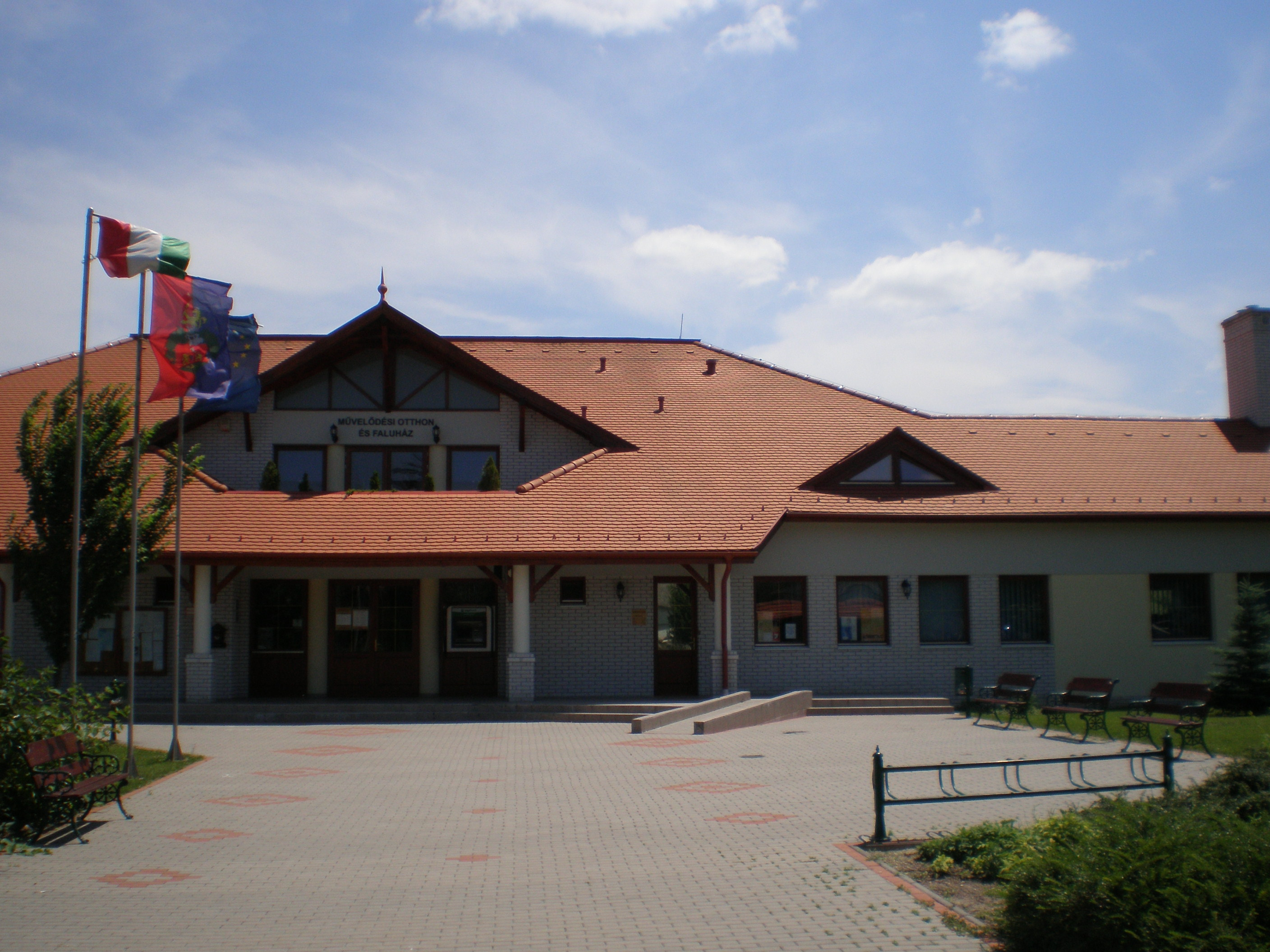
Művelődési otthon és faluház
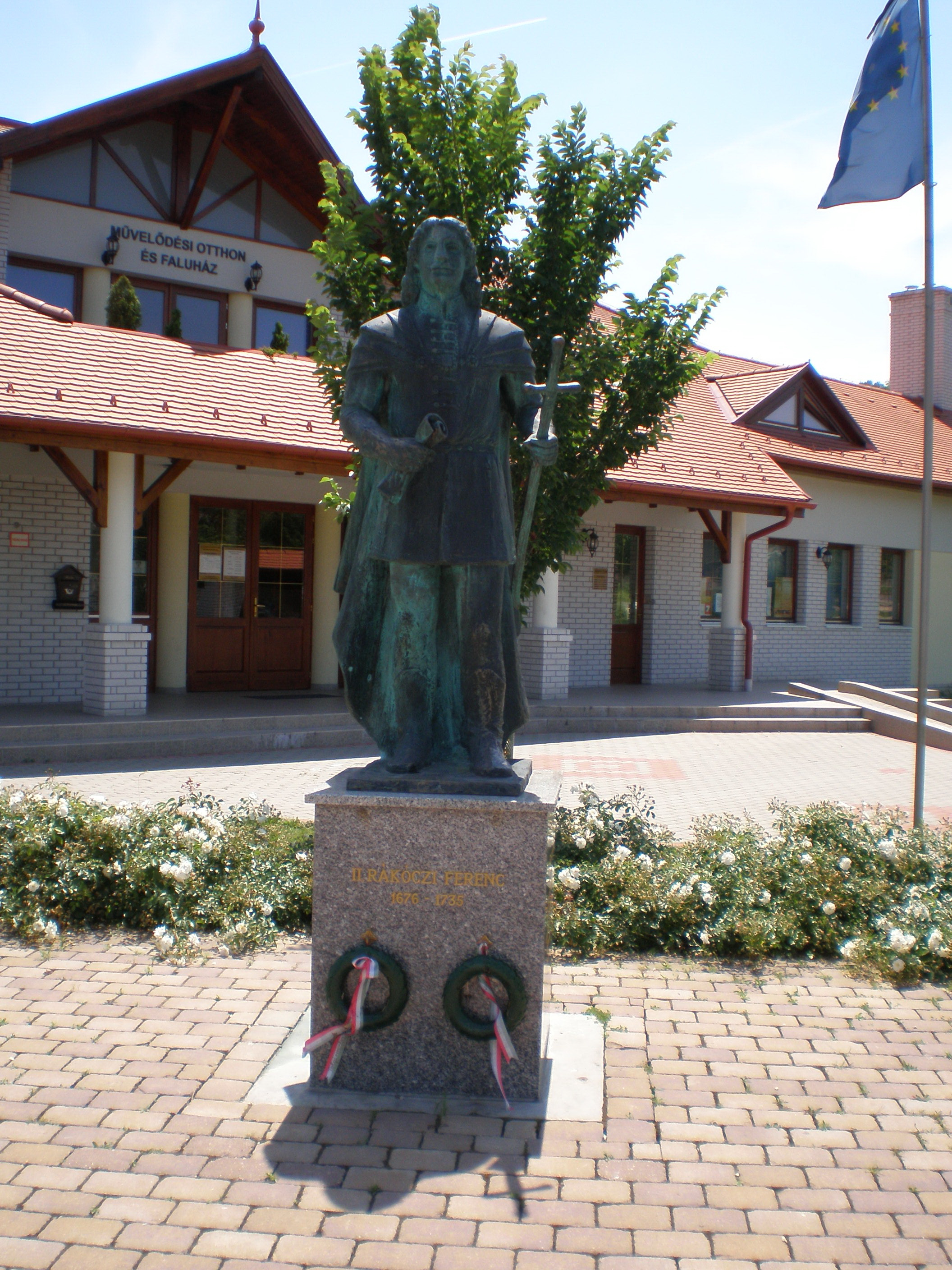
II Rákóczi Ferenc szobra
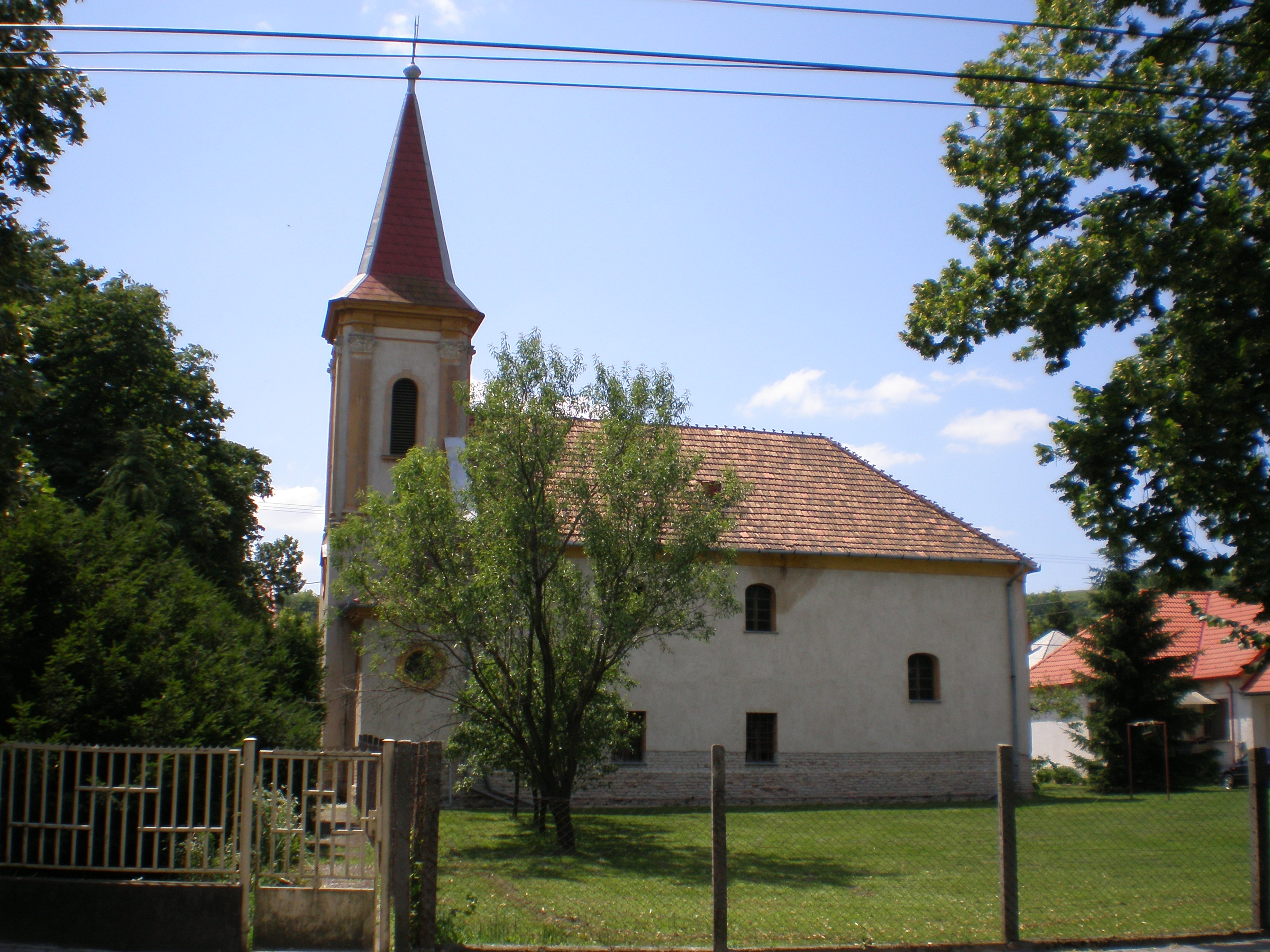
Kisbaráti evangélikus templom